# مارك بيكي
مارك بيكي (مواليد 24 يوليو 1956 - 21 يناير 2017)، لاعب كرة قدم بلجيكي سابق. لعب مع منتخب بلجيكا لكرة القدم.

## روابط خارجية
- مارك بيكي على موقع الاتحاد الدولي (مؤرشف)  (الإنجليزية)
- مارك بيكي على موقع الاتحاد البلجيكي (الإنجليزية)
- مارك بيكي على موقع قاعدة بيانات كرة القدم.إي يو (الإنجليزية)
- مارك بيكي على موقع ناشيونال فوتبول تيمز (الإنجليزية)
- مارك بيكي على موقع عالم كرة القدم.نت (الإنجليزية)